# قائمة الاشتباكات العسكرية خلال نزاع السودان (2023)
هذه قائمة الاشتباكات العسكرية خلال اشتباكات السودان 2023.

الوضع العسكري

## كيالمعارك
| الاسم         | الموقع        | بداية         | نهاية         | نتيجة المعركة                   |
| ------------- | ------------- | ------------- | ------------- | ------------------------------- |
| معركة الخرطوم | الخرطوم       | 15 أبريل 2023 |               | مستمرة                          |
| حملة دارفور   | ولايات دارفور | 15 أبريل 2023 |               | مستمرة                          |
| معركة الجنينة | الجنينة       | 15 أبريل 2023 | 22 يونيو 2023 | انتصار قوات الدعم السريع        |
| معركة مروي    | مروي          | 15 أبريل 2023 | 21 أبريل 2023 | انتصار القوات المسلحة السودانية |
| معركة نيالا   | نيالا         | 15 أبريل 2023 |               | مستمرة                          |
| معركة الفاشر  | الفاشر        | 15 أبريل 2023 |               | مستمرة                          |
| حصار الأبيض   | الأبيض        |               | 1 سبتمبر 2023 | انتصار القوات المسلحة السودانية |
| حصار زالنجي   | زالنجي        | 15 أبريل 2023 |               | مستمرة                          |
| معركة كادقلي  | كادوقلي       | 15 أبريل 2023 |               | مستمرة                          |
| معركة كبكابية | كبكابية       | 15 أبريل 2023 |               | مستمرة                          |
| معركة كتم     | كتم           | 30 مايو 2023  | 4 يونيو 2023  | انتصار قوات الدعم السريع        |